# Kratos XQ-58 Valkyrie
Kratos XQ-58 Valkyrie – prototypowy, amerykański bezzałogowy aparat latający dalekiego zasięgu, demonstrator projektu „lojalnego skrzydłowego”. Jego nazwa nawiązuje do nordyckich boginek Walkirii.

## Historia

### Geneza
Maszyna jest praktyczną realizacją dwóch projektów. Pierwszy z nich to tzw. lojalny skrzydłowy (ang. loyal wingman) – bezzałogowy aparat latający, przeznaczony do realizacji zadań w bliskim współdziałaniu z samolotami załogowymi. Koncepcja zakłada nasycenie pola walki dużą liczbą bezzałogowych aparatów latających, na czele których stałaby maszyna załogowa.  Dzięki takiemu rozwiązaniu zwiększyłyby się szanse wykonania zdania. Załoga samolotu dysponowałaby znacznie większą ilością środków bojowych, przenoszonych przez towarzyszące jej drony, zarówno uzbrojenia, jak również środków rozpoznawczych. Drugim projektem jest realizowany pod patronatem Laboratorium Badawczego Sił Powietrznych (AFRL, Air Force Research Laboratory) program Low Cost Attritable Aircraft Technology (LCAAT). Program multitechnologiczny, mający za zadanie opracowanie i wdrożenie nowych technologii, które umożliwią szybsze niż dotychczas opracowanie nowych statków powietrznych przy równoczesnym obniżeniu kosztów prac projektowych i badawczych jak również kosztów eksploatacji. Ostatni punkt jest o tyle ważny, że koncepcja wykorzystania bezzałogowca w charakterze „lojalnego skrzydłowego”, zakłada użycie aparatów na dużą skalę. W takich warunkach należy się liczyć z dużym prawdopodobieństwem utraty wielu dronów w wyniku działań przeciwnika. Dzięki wdrożeniu i zastosowaniu technologii LCAAT, strata aparatu nie będzie niosła za sobą zbyt dużego obciążenia finansowego. LCAAT to przede wszystkim nowe narzędzia projektowe, udoskonalenie i wdrożenie komercyjnych procesów produkcyjnych. W ramach programu LCAAT, United States Air Force realizują projekt Low Cost Attritable Strike Demonstrator (LCASD). Jego celem jest budowa niskokosztowego demonstratora bezzałogowego samolotu bojowego, zdolnego do lotu z prędkością poddźwiękową i operowania z nieutwardzonych pasów startowych.

### Projekt
Samolot został zaprojektowany i zbudowany przez firmę Kratos Defense & Security Solutions we współpracy z Air Force Research Laboratory. Kratos otrzymał kontrakt na rozpoczęcie prac w lipcu 2016 roku. Aparat bazuje na doświadczeniach uzyskanych w trakcie prac nad wcześniejszą konstrukcją wytwórni – XQ-222, którą po raz pierwszy zaprezentowano w 2017 roku lub jest jego modyfikacją.

### Próby

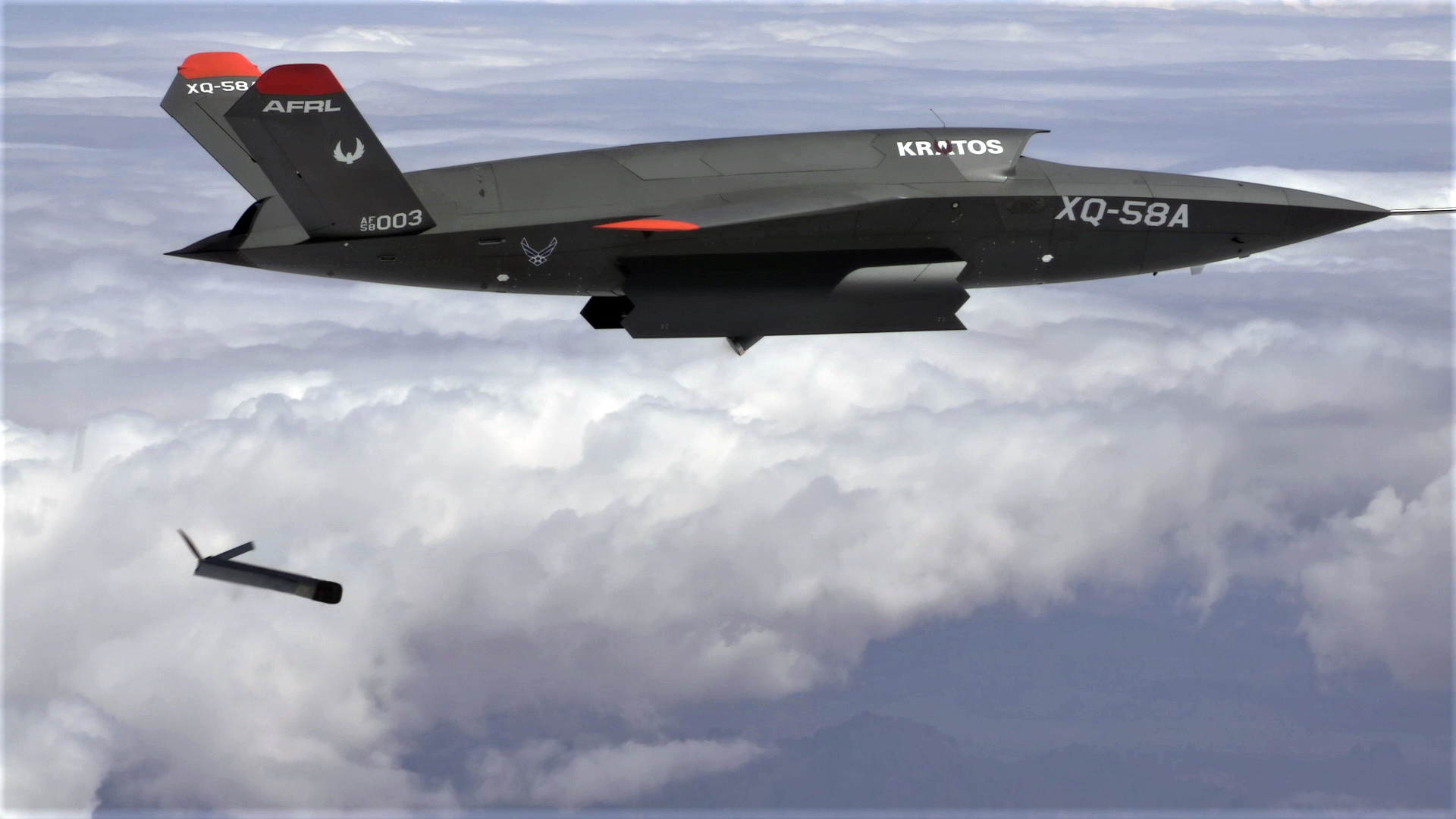
26 marca 2021 roku, z pokładu XQ-58 Valkyrie dokonano zrzutu małego aparatu bezzałogowego ALTIUS-600

5 marca 2019 roku prototyp samolotu wzniósł się do swojego pierwszego lotu z pasa startowego poligonu Yuma Proving Grounds w Arizonie. Lot trwał 76 minut i zakończył się sukcesem. Program prób samolotu realizowany w ramach projektu LCASD obejmował pięć lotów. W ich trakcie zostały sprawdzone własności aerodynamiczne aparatu, funkcjonowanie systemów pokładowych, układów nadzorujących start i lądowanie, lot w formacji z załogowymi samolotami, zrzut przenoszonych na pokładzie systemów.
11 czerwca 2019 roku, ponownie na poligonie Yuma Proving Grounds odbył się drugi lot prototypu samolotu. Podczas trzeciego lotu maszyny, który odbył się 9 października 2019 roku doszło do jej awarii podczas lądowania. Według oficjalnych informacji zawiódł system lądowania, dodatkowo sam manewr odbywał się w niekorzystnych warunkach atmosferycznych. W maszynie prototypowej system składa się z napełnianych tuż przed lądowaniem poduszek powietrznych amortyzujących moment zetknięcia się konstrukcji z ziemią oraz układ spadochronów. Zdaniem producenta uszkodzenia zostaną naprawione i samolot będzie kontynuował etap badań i testów. Na początku 2020 roku samolot ponownie wzbił się w powietrze. 9 grudnia 2020 roku, przeprowadzono test, podczas którego XQ-58 po raz pierwszy leciał w formacji z innymi, załogowymi samolotami. Valkyrie z powodzeniem zrealizował zadanie, wykonując w pełni autonomiczny lot w formacji z samolotami Lockheed Martin F-35 Lightning II i Lockheed Martin F-22 Raptor. W trakcie lotu, planowano zrealizować próbę wykorzystania bezzałogowca w roli retranslatora danych pomiędzy F-35 i F-22. Łącza wymiany danych zainstalowane na pokładzie F-35 – Multifunction Advanced Data Link (MADL) i F-22 – Inter/Intra-Flight Data Link (IFDL), nie są w stanie bezpośrednio ze sobą się współpracować. Xq-58, z systemem komunikacji gattewayONE, miał pełnić rolę łącznika pomiędzy obydwoma systemami. Niestety w trakcie lotu z powodu usterki technicznej na pokładzie Valkyrie, doszło do utraty łączności i próba nie została w pełni zrealizowana. 
26 marca 2021 roku, podczas szóstego lotu, po raz pierwszy doszło do otwarcia komory bombowej aparatu podczas lotu. Z jej wnętrza, dokonano zrzutu innego bezzałogowego aparatu latającego, mini-BSP ALTIUS-600. Próba odbyła się nad poligonem Yuma Proving Grounds.

### Skyborg Vanguard
23 lipca 2020 roku, działając w ramach programu Skyborg Vanguard, United States Air Force wybrała cztery firmy, którym zleciała opracowanie prototypu bezzałogowego samolotu uderzeniowego, przeznaczonego do współpracy z maszynami załogowymi. Bezzałogowce wypełniałyby misje obarczone dużym ryzykiem przeciwdziałania ze strony potencjalnego nieprzyjaciela. Do grona wybranych przez siły powietrzne producentów, zaliczony został Kratos i jego XQ-58. W programie Skyborg Vanguard uczestniczą ponadto Boeing, General Atomics i Northrop Grumman. Ostateczny wybór docelowego aparatu i jego producenta ma nastąpić do lipca 2026 roku. 7 grudnia 2020 roku podpisano formalną, dwuletnią umowę, w ramach której wybrane firmy, mają opracować, wybudować i przeprowadzić testy swoich konstrukcji. Umowy nie podpisał Northrop Grumman, który wycofał się z projektu. Celem programu Skyborg jest pozyskanie przez amerykańskie siły powietrzne, niskokosztowych samolotów bezzałogowych, wyposażonych w sztuczną inteligencję, zdolnych do realizacji zadań w trybie w pełni autonomicznym. Zamawiający oczekuje samolotu o modułowej konstrukcji. Dzięki takiemu rozwiązaniu, zbudowana zostanie płatowiec zdolny do realizacji różnego typu zadań. Elastycznie i tanio modyfikowany pod kątem określonej misji. Modułowość dotyczy wyposażenia aparatu, jak również oprogramowania układów sztucznej inteligencji. Przed podpisaniem kontaktu z producentami aparatów, w lipcu i wrześniu 2020 roku podpisano umowy z firmami mającymi zająć się dostarczeniem wyposażenia i oprogramowania.

#### Autonomy Core System
Kluczowym elementem wyposażenia nowej konstrukcji ma być tzw. Autonomy Core System (ACS). Za jego opracowanie odpowiada firma Leidos. Ma być to układ oprogramowywania i wyposażenia elektronicznego, dzięki któremu samolot będzie zdolny do samodzielnej, w pełni autonomicznej realizacji zadanej misji. Operator aparatu będzie wskazywał zadania i cele a droga do ich realizacji będzie już samodzielnie wybierana przez znajdujący się na pokładzie układ ACS. Jego zadaniem będzie wybranie optymalnego wariantu wykonania zadania. Co więcej, system nie będzie przypisany do jednej konkretnej konstrukcji a ma być na tyle elastyczny, iż będzie można montować go na innych płatowcach, włącznie z samolotami załogowymi. Zgodnie z zamierzeniem konstruktorów, system ma odciążyć pracę pilota podczas realizacji zadania. Próby systemu, jego wczesnej wersji rozpoczęły się w kwietniu 2021 roku. Do prób wykorzystano bezzałogowy aparat latający UTAP-22 Mako. Jest to zmodernizowany latający cel, który pierwszy lot z zainstalowanym systemem ACS na pokładzie odbył się 29 kwietnia 2021 roku.

#### Collaborative Combat Aircraft
Program Collaborative Combat Aircraft (CCA) jest projektem badawczo-rozwojowym, mającym na celu zaprojektowanie i budowę bojowego bezzałogowego aparatu latającego, mającego towarzyszyć nowej amerykańskiej konstrukcji powstającej w ramach programu Next Generation Air Dominance (NGAD), myśliwca nowej, 6 generacji oraz produkowanemu seryjnie F-35 Lightning II. Wśród potencjalnych projektów mogących stanowić podstawę do dalszych prac, wymieniany jest Kratos XQ-58 Valkyrie.

### Konstrukcja
XQ-58 to jednosilnikowy średniopłat z kadłubem o trapezowym przekroju, dość cienkich i skośnych skrzydłach z usterzeniem motylkowym. Podobnie jak w wielu aparatach o obniżonej skutecznej powierzchni odbicia radiolokacyjnego, wlot powietrza do silnika znajduje się na grzbiecie samolotu. Maszyna ma startować z wyrzutni z wykorzystaniem rakietowych przyśpieszaczy RATO, a lądować z wykorzystaniem spadochronu. Dzięki takiemu rozwiązaniu udało się konstruktorom zaoszczędzić miejsce w kadłubie konstrukcji, które zamiast klasycznego chowanego podwozia, można było przeznaczyć na dodatkowe zbiorniki paliwa. Samolot ma być zdolny do lotu z dużą prędkością poddźwiękową, dysponować zasięgiem rzędu 5556 km, manewrować z przeciążeniami przekraczającymi +9G, co zdaniem jego konstruktorów, umożliwi mu wykonywanie manewrów obronnych. Samolot ma być zdolny do realizacji zadań rozpoznawczych, misji rozpoznania i walki elektronicznej, przełamywania obrony powietrznej przeciwnika oraz misji uderzeniowych. W zależności od typu zadania, XQ-58 ma być zdolny do lotów w dużym przedziale wysokości, zgodnie z profilem ziemi jak również na wysokim pułapie. Kontrolę nad aparatem ma sprawować załogowy samolot, jak również będzie ona mogła być realizowana przez stanowisko naziemne. W podstawowym wariancie, samolot ma być zdolny do przenoszenia 260 kg uzbrojenia umieszczonego w wewnętrznej komorze. Mogą być to dwie bomby GBU-39 SDB lub cztery pociski Joint Air to Ground Missile.